# Дума Великого Новгорода
Дума Великого Новгорода — городской представительный (законодательный) орган города Великий Новгород. Образован 6 октября 1996 года.

## История
В 1918 году образован Новгородский Совет рабочих депутатов. В 1934 году образован Новгородский городской Совет народных депутатов.
На основании указа президента РФ «О реформе представительных органов власти и органов местного самоуправления в Российской Федерации» от 9 октября 1993 года и указа президента РФ «О реформе местного самоуправления в Российской Федерации» от 26 октября 1993 года Советы народных депутатов были упразднены. 24 ноября 1994 года в городе прошли городские выборы, однако они были признаны несостоявшимися и образование в Новгороде Думы не состоялось.
6 октября 1996 года образована Дума Великого Новгорода I созыва из 8 депутатов, первым председателем которой был избран Анатолий Федотов. В 2004 году городская Дума III созыва была увеличена до 25 депутатов, с 2013 года состоит из 30 депутатов, избираемых на пять лет.
При городской Думе Великого Новгорода действует Общественный совет в количестве 25 членов и молодёжная палата в количестве 15 членов. Городской общественной палаты не имеет.

## Шестой созыв (2018—2023)

Состав шестого созыва (2018—2023): КПРФ (12), Единая Россия (8), СР (7), ЛДПР (2), Яблоко (1)

В 2018 году по результату единого дня голосования системная оппозиция обошла на выборах Единую Россию, получив 22 мандата из которых: КПРФ (12 мандатов), Справедливая Россия (7), ЛДПР (2), Яблоко (1). Правящая Единая Россия получила 8 мандатов. Несмотря на это, на пост председателя Думы избран Алексей Митюнов (ЕР).

## Седьмой созыв (2023—2028)
В 2023 году, по результатам выборов в городскую думу в Единый день голосования 10 сентября 2023 года правящая Единая Россия (41,29 %) получила 24 мандата и вернула конституционное большинство, по одному мандату получили: КПРФ (14,27 %), Справедливая Россия (10,25 %), Новые люди (9,81 %), ЛДПР (8,64 %), Яблоко (7,37 %) и Партия пенсионеров (5,71 %).